# 純粋持続
純粋持続 (じゅんすいじぞく、仏: durée pure、英: pure duration、独: reine Dauer ) は、アンリ・ベルクソンの哲学における基本概念の一つである。
ベルクソンは測定できる量的な時間 (例 : 「人間が100mを走るのにかかる時間」等) 以外に、計測できない質的な時間 (例 : 「退屈な時間」「一瞬の出来事」等) があると主張した。ベルクソンはこの計測できない時間を純粋持続と名付けた。
実在的持続 (仏: durée réelle ) 、真に生きられる持続 (仏: durée réellement vécue ) とも呼ばれる。ベルクソン思想の特色は、「持続という側面 (持続の相の下) から (仏: sub specie durationis ) 」世界を理解する点にある。純粋持続はベルクソン最初の著作である『意識に直接与えられたものについての試論 (仏: Essai sur les données immédiates de la conscience ) 』に登場する。

ベルクソン肖像

## 純粋持続の概要
ベルクソンによれば、人間の意識の本質的で純粋な状態は絶え間ない運動と流れであり、要素に分割することはできない。また、それは量的には測定可能であるが、質的には測定不可能であり、過去・現在・未来が明確に区切られることなく、互いに溶け合いながら進んでいく。
このような持続は人それぞれに独自性をもち、個性的かつ唯一のものである。それは常に新しく、行為を創造しながら自己をも創造し、その展開は予見することができない。ベルクソンはこのような質的・連続的時間の経験を「純粋持続」と名づけ、空間的・機械的な時間概念と対置した。彼にとって、持続は単なる時間の流れではなく、意識の深層における生命的で創造的な運動そのものであった。
一方、物体や物質的存在は、純粋持続とは正反対の性質をもつ。それらは不変不動であり、さまざまな形式で計量可能である。また、同一のものを何度でも再生産できるため、一般的かつ非個性的であり、容易に代替可能である。これらの存在は他の物体と明確に区別されるだけでなく、自ら新たなものを創造することもない。そして、その状態の変化は、一定の法則に従って予測することができる。

## 物理時間との対比
ベルクソンによれば、物体や物質的存在は、人間の「知性」によって把握される。知性の働きは、現実の運動や変化をいったん静止させ、区分された対象として固定することにある。こうした操作によって、知性は連続する現象を切り分け、「空間的」な構造として捉えるようになる。知性は、こうして得られた不動の諸点の間に法則的な関係を見出し、それを一般的な言語や記号によって表現し、思考を展開していく。このような認識の枠組みは、数学や物理学においては有効であるが、純粋持続のような質的で連続的な意識の流れを捉えるには適していないとされる。
ベルクソンは、物理的時間と純粋持続を以下のように対比している。すなわち、前者は測定可能・均質・空間的であり、後者は質的・連続的・分割不可能である。彼はこの対比を説明するために、映写機と砂糖水の例を用いている。
映写機では、1秒間に約24フレームの静止画像が連続して映し出されており (フレームレート) 、この構造は知性が時間を「離散的 (バラバラな)」かつ等間隔な「点」の集合として空間的に再構成していることを象徴している。
これに対し、ベルクソンの言う純粋持続は、静止画像の集合ではなく、一つの映像として切れ目なく流れ続ける質的な体験である。さらに、映像は観察者が外から「見る」ことができ、再生速度を変えたり、逆回転させたりすることも可能である。こうした外的・可逆的 ( もとの状態に戻ることが出来ること ) な操作が可能である点においても、物理的時間の性質が表れている。
一方、砂糖が水に溶ける過程も、物理的には時計によって測定可能であり「1分間」といった量的な単位で表される。こうした時間は、均質化された抽象的時間である。しかし、実際に人が砂糖が溶けきるのを待つあいだに経験する時間は、退屈で、質的で、分割不能な持続である。そこには、物理時間では捉えきれない意識の流れが存在する。
このように、物理的時間は外部から測定・操作可能な均質な時間であるのに対し、純粋持続は主観的な意識の内側で流れる唯一無二で不可逆的な時間の体験である。

## 意識と持続
ベルクソンは意識を次のように捉えている。意識とは、すべての生物に隠れた形で持っている本質的な要素である。そして同時に、より高度な認識と具体性を求めて進化し続ける生命の根本的な傾向性でもある。
ベルクソンは、人間の内面的な精神生活について、生涯にわたって一定の距離を置いて慎重に向き合っていた。また、実際に生きられている豊かな内面体験を外から観察するような対象として扱い、理性的・論理的な枠組みの中で分析可能な抽象的概念に切り詰めてしまうような哲学的手法については批判的な立場を取っていた。しかし、彼が時間の本質を論じる過程で、人間の内面的な精神生活に踏み込むことは避けられなかった。
ただし、それは時間を単に「心理的」な現象として理解するためではない。むしろ、物質世界での人間の行動が、時間を空間的な尺度へと還元し、静的な「目印」として認識してしまうことに対する問題意識からである。
ベルクソンが「純粋持続」と呼ぶのは、日常的な意識ではとらえがたい、連続的かつ質的な内的時間の流れである、質的で連続的な内的時間の経験である。彼によれば、古代から近代に至る哲学や科学の多くは、このような時間のあり方に本格的に向き合ってこなかった。
ベルクソンは、純粋持続とは人が自我のままに生き、現在と過去を区別せずに体験するときに、意識がとる時間形式であると述べている。
この点を説明するために、ベルクソンは音楽の例を挙げている。楽曲を聴いている際、旋律が一部乱れると、それが過ぎ去った音であっても、全体の音楽体験に影響を与える。乱れた旋律が過去に属するものであっても、それが現在の旋律と結びついて、楽曲全体の印象を損なう。これは、我々の意識が音を一つずつではなく、連続した全体として把握していることを示す。
すなわち、意識の中では過去の旋律が「記憶」として保持され、現在進行中の旋律とともに同時に存在している。こうした流れこそが「意識の継起」であり、ベルクソンの言う「持続」の核心である。
このような持続を捉えるには、空間的・分析的な思考様式では不十分であり、ベルクソンはそのために「直観」という独自の認識方法を導入することになった。

## 直観と分析の方法論
ベルクソンは直観を哲学の方法として位置づけた。彼のいう直観は、常識や科学で用いられる知性とは異なる精神の能力である。
『形而上学入門』(1900年3月発表)の中で、ベルクソンは哲学者たちが「共に認める」事柄から議論を始めている。この際、彼は「哲学における議論 (仏: discursivité) の諸条件を革新すること」を課題とし、認識の二つの方法を区別する必要があると述べた。
一つは、対象の外側をから観察し理解する方法で、視点や記号に依存するため「相対的」な領域にとどまる。もう一つは、対象の内側に入り込み理解する方法で、記号に依存せず「絶対的」な領域に至る。前者は方法は「分析」と呼ばれ「科学」に対応し、後者は「直観」と呼ばれ形而上学に対応する。
ベルクソンは、この区別によって哲学における議論の条件を刷新し、外側からの概念的分析ではなく、内側からの直観的把握こそが真の認識に至る道だと主張した。
彼はまず「形而上学は諸記号を介さずに成り立つ学問である」と定義する。この議論はカント哲学を背景にしており、カントが認識不可能とした「物自体」に直観によって到達できるとする点で特徴的である。
ベルクソンは、直観は一つの単純な行為であり、その実現可能性と、原理的な「二つの異なる認識方法」の区別を論じる。この区別は、たとえ一方の方法を否定する哲学者であっても、原理的には認めざるを得ないと論じている。
さらに、我々は自分の心の中を直接感じ取ることができるが、その時に確実に存在すると言えるものが少なくとも一つある。それは、時間が経っても続いている「自分自身 (持続する自我) 」という感覚である。
カントは時間の中で起こる出来事は、ばらばらの個別なものの集まりであり、自分という存在をまとまった一つのものにはしてくれないと考えた。これに対してベルクソンは「純粋持続 ( 時間の本当の姿 ) 」は、途切れることのない一本の川の流れ (仏: une continuité d'écoulement) のようなもであると考えた。
純粋持続では、あらゆる意識状態が一つの人格性を反映し過去と現在を隠れた形で持っている。
このため、そこから特定の状態を切り離すことは抽象という行為であり、分析の結果となる。
また、記憶のない意識は存在せず、過去の瞬間の記憶が加わらない感情状態もありえない。各瞬間は絶えず変化し、同じ状態が繰り返されることはない。
ベルクソンによれば、記憶とは脳に刻まれた痕跡ではなく過去そのものであり、過去は自動的に保存される。現在は過去を含み込むため、時間は連続性と統一性をもつ。
最後に直観と本能、知性の関係を整理する。知性は行動の能力であり、行動のために知覚し、記憶し、分析し、判断する。これにより、運動を停止に、変化を静止状態に、時間を空間に置き換える。こうした能力は程度の差はあれ動物にも見られる。
本能は、ベルクソンが好んで使った表現である「本能は見つけるが探さない。知性は探すが見つけない。 」が当てはまる。本能は自然と自己をつなぐ関係構造を見いだし、身体が自然に適応する方向へと変化していく。
知性は自然から離れ、観察や計画、道具の作成を進める。さらに道具を作るための道具をも生み出し、本能から自由になっていく。これが「探すが見つけない」という知性の特徴である。

## ベルクソンの時間とフッサールの時間

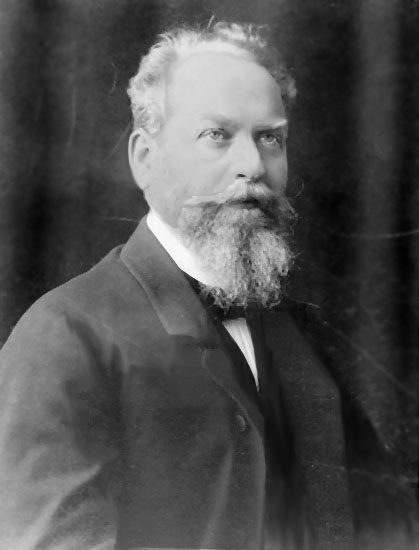
フッサール

ベルクソンとフッサールはともに1859年に生まれている。世界の哲学に多大な影響を与えた二人であるが、彼らの間には直接の影響関係は無い。
ベルクソンは時間の本質を理解するために、音楽の旋律を重要な手がかりとして用いた。彼によれば、我々が音楽を聴くとき、個々の音を一つずつバラバラに認識するのではなく、旋律全体を一つの統一された経験として把握すると主張している。
例えば、ベートーヴェンの『歓喜の歌』冒頭「ミ・ミ・ファ・ソ・ソ・ファ・ミ・レ」を聴くとき、我々の意識の中では以下のことが起きている。
この8つの音は、個別の音として認識されるのではなく、一つの完結した音楽的意味を持つまとまりとして経験される。最後の「レ」を聴いているときも、最初の「ミ」から現在までのすべての音が、統一された旋律として意識の中に生きている。
たとえば第6音の「ファ」を聴いているとき、それまでに過ぎ去った「ミ・ミ・ファ・ソ・ソ」は単なる記憶として消失するのではなく、現在の「ファ」とともに生き生きとした旋律の一部として意識の中に保持され続けられる。
ベルクソンにとって、この旋律体験は「純粋持続」の典型例である。
旋律には以下の性質がある。
- 分割不可能性 : 旋律を個別の瞬間や音符に分解してしまうと、その本質的な意味が失われる[47][48]。
- 連続性 : 各音は前後の音との関係の中でのみ意味を持つ[49][50]。
- 全体性 : 部分の単純な足し算ではなく、質的に新しい統一体として経験される[51][52]。

これは旋律が純粋持続であり、そこにはバラバラの瞬間が存在しないことを意味するとともに、過去・現在・未来が相互に浸透し合う連続的な流れとして体験される。これこそがベルクソンの考える真の時間であり純粋持続の本質である。
この音楽的な時間体験の分析を通じて、ベルクソンは機械的・空間的な時間概念を超えた、生きられた時間の豊かさを明らかにした。我々の意識は、旋律を通じて時間の真の姿を直観的に把握していることになる。
これに対してフッサールは時間意識を以下の三つの要素から構成される流れとして捉えた : 
- 原印象 : 今まさに聞こえている音の直接的な知覚[54]
- 過去把持 : 直前に聞こえた音の余韻的な保持[55]
- 未来予持 : 次に来るであろう音への予期[56]

この三重構造によって、意識は断片的な瞬間ではなく、連続する経験の流れとして時間を構成することになる。
ベルクソンと同様に、ベートーヴェンの「歓喜の歌」を例として考察すると、「ミ・ミ・ファ・ソ・ソ・ファ・ミ・レ」という旋律で、第3音「ファ」を聞いているとき「原印象」は今まさに響いている「ファ」の音であり、既に過ぎ去った「ミ・ミ」の音が、現在聞こえていなくても意識の中に保持 ( 過去把持 ) されている。そして、次に来る「ソ」の音への予期 ( 未来予持 ) が意識に先取りされている。
もし途中で最初の「ミ」と同じ音が再び現れた場合、過去把持の中にある最初の「ミ」が思い起こされ、現在の印象と重ね合わされる。この記憶の重層化によって、我々は旋律のパターンや反復を認識し、さらに続く音への予期も形成されることになる。
この理論は、我々が音楽を単なる音の断片ではなく、意味のある旋律として経験できる理由を説明している。意識が過去・現在・未来を統合的に把握することで、時間的に展開する現象を一つのまとまりとして理解することが可能になる。

## 純粋持続の影響源

### プロティノス

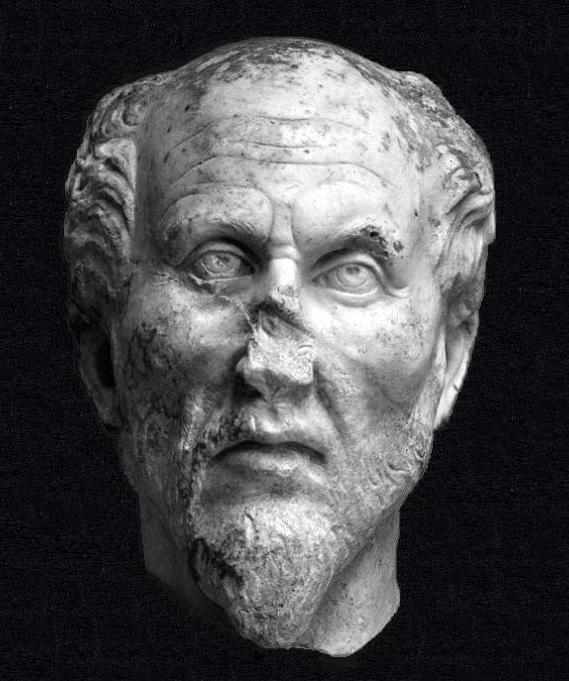
プロティノス

ベルクソンはギリシアおよびラテンの哲学に深い関心をもっており、新プラトン派の哲学者で、この学派の実質的な創始者であるプロティノス ( 古希: Πλωτῖνος 希: Plōtinos ) にベルクソンは強い類縁性を感じていた。ベルクソンがリセで教員だった頃に、ギリシア哲学の概観やプロティノスについての講義録が存在し、内容からはプロティノスへの関心が明確に読み取れる。
ベルクソンはプロティノスの中心命題である「魂 ( プシューケー 古希: ψυχή  希: psychē ) 」について研究をしている。研究の目的は、個人の魂についての理論と宇宙の魂の理論を並行して研究し、両者の関係を明らかにし要点を明確にすることであった。
ベルクソンによるプロティノスの研究によると、プロティノス哲学の要点は、「人間と宇宙はどのようにして形成されるのか？」という問いであった。ベルクソンはプラトンの哲学において魂に関することは神話として語られ、プロティノスはプラトンの語った神話に哲学的な説明を与えている。その説明は時間経過のうちに展開されている神話ではなく、非時間的――すなわち、時間の流れに依存しない普遍的・本質的――で形而上学的な説明であるとしている。ベルクソンはプロティノスを研究することで「時間はそれ自身では非時間的な何かを継起的な形式のもとに展開させること」がベルクソンの思想とプロティノスの永遠と時間の哲学に共通するものであると見なし、自らの哲学的時間論における着想の糸口とした。

### デカルト

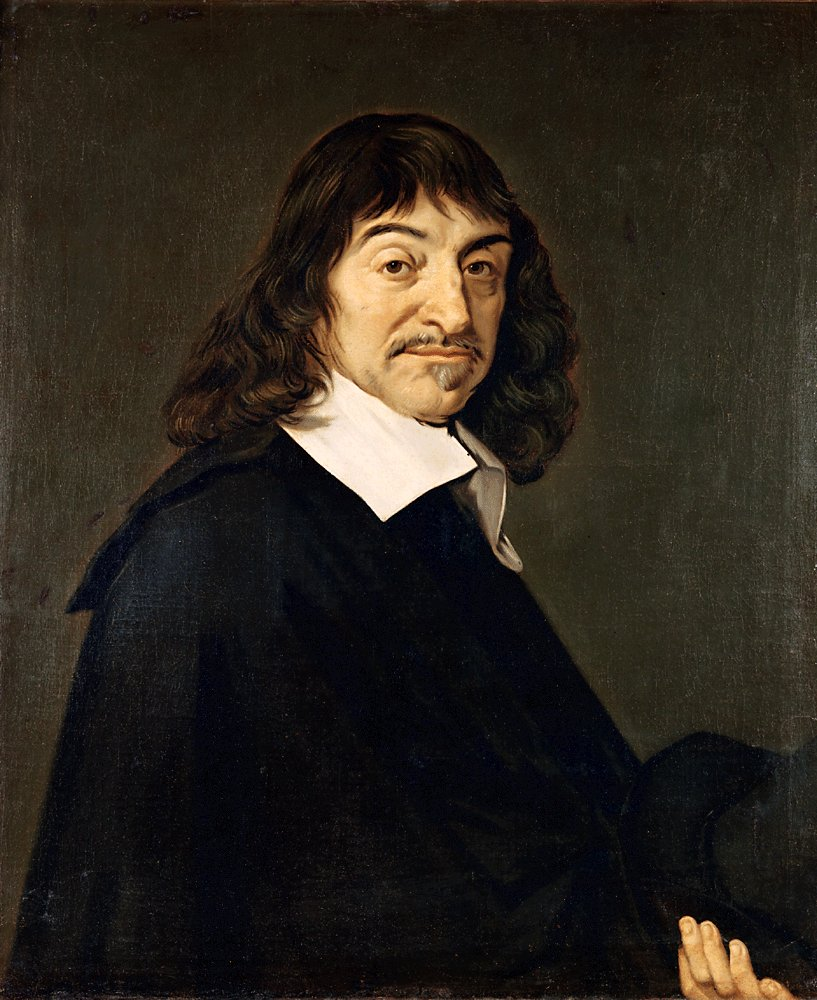
デカルト

ベルクソンはデカルトについて、デカルトは精神の本質 ( 実体としての性質 ) を持続、つまり不断に更新される行為においたと主張している。また、デカルトの「我思う」で重要な点は、それをどこまでも繰り返すということにあると述べている。ベルクソンの説に従うと「我思う」は不断の更新や繰り返しを前提とした「純粋持続」のことであると言える。
デカルトは神による「連続創造」を説きながらも、物質界については「機械論的決定論」を支持するという二重の立場を取っていた。この結果、精神 (非延長的実体) と物体 (延長的実体) という二元論的枠組みの中で、両者の関係を一貫して説明することができずにいた。デカルトは心身問題について、「
スピノザ主義」のような並行論的体系化を行わず、心身合一を「原始的概念」として扱い、「生と日常の会話の行使によって」理解されるべきものとして問題を回避した。
これに対してベルクソンは、デカルトが精神をも空間的・幾何学的方法で把握しようとした点に、哲学的限界を見出し、それが意識の本質である「持続」の流動性を見失わせたと批判している。より根本的には、ベルクソンはデカルトが精神をも空間的・幾何学的方法で把握しようとしたことを批判し、意識の本質である「持続」の流動性を見失ったと指摘している。ベルクソンにとって心身問題の真の解決は、デカルトのように両者を空間的関係として捉えるのではなく、意識の時間的持続性と身体の空間性を適切に区別し、時間的次元における両者の真の関係を把握することにあった。

### カント

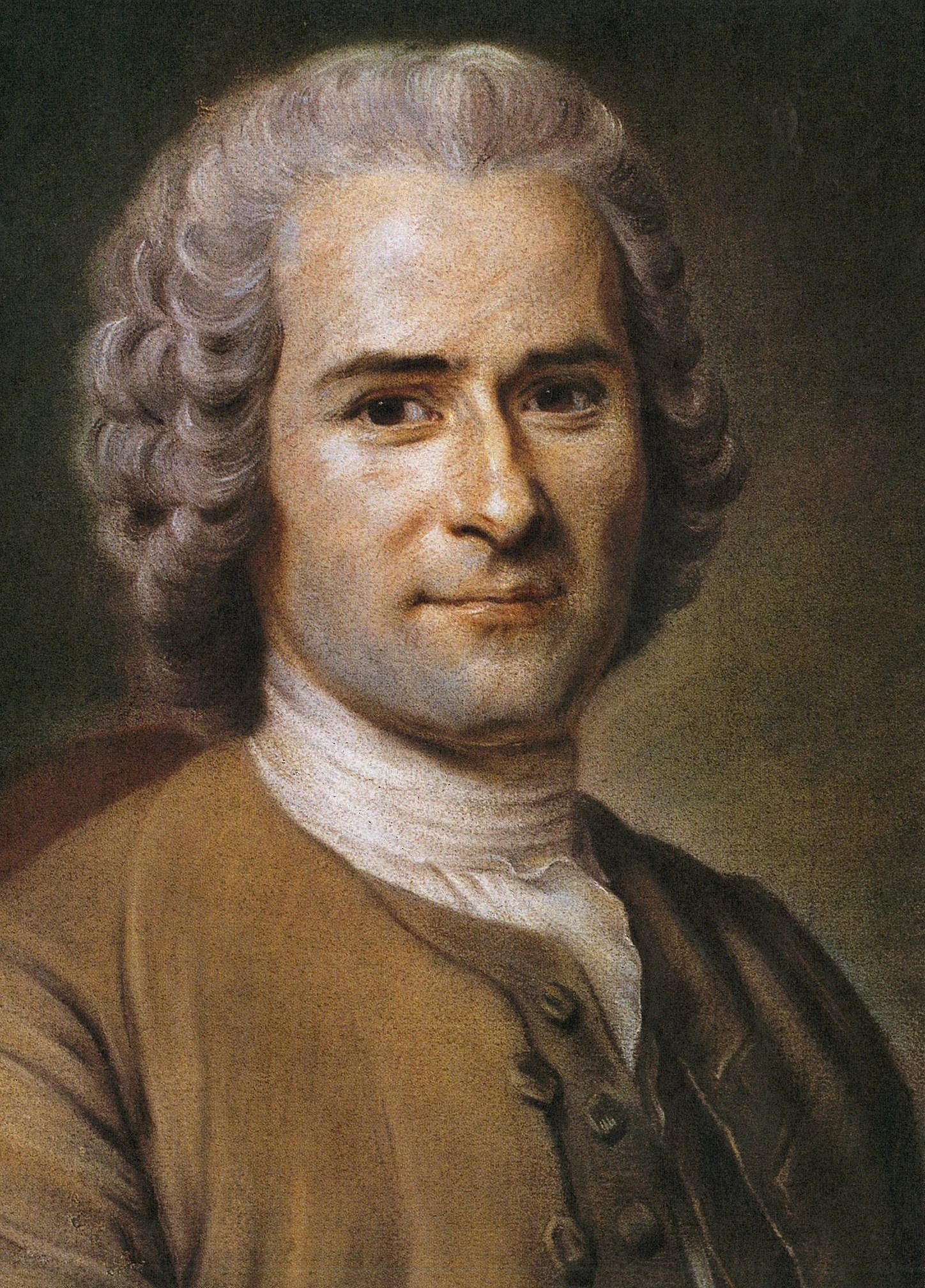
ルソー肖像画

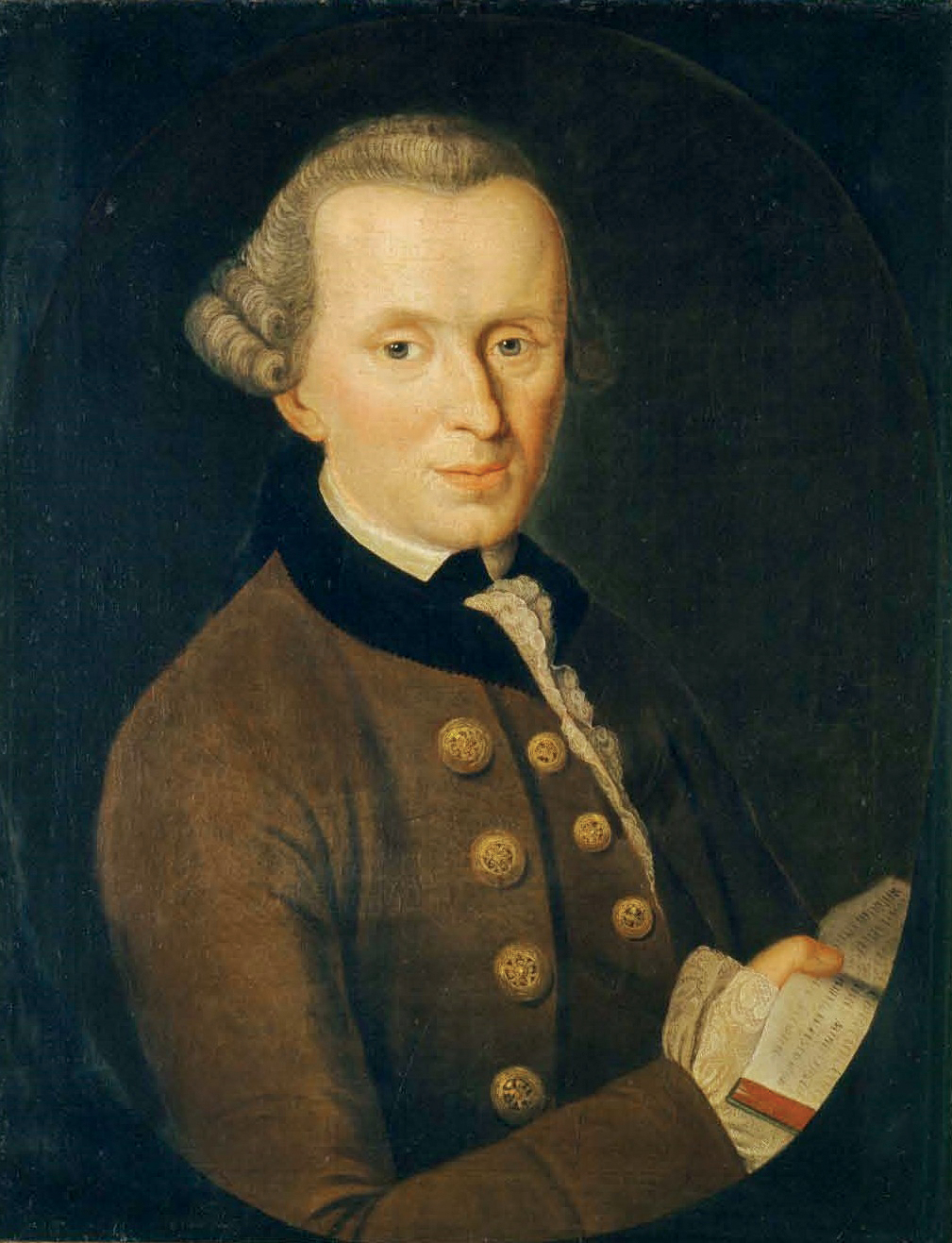
カント肖像画

ベルクソンは、政治的視点においてジャン＝ジャック・ルソーやイマヌエル・カントから影響を受けている。しかし、認識論の領域においては、カントの立場に対し明確な批判を加えている。
ベルクソンの哲学は、形而上学における混同――たとえば「質と量」「継起と同時」「持続と延長」「自由と必然」「知識と記憶」「生命と秩序」といった対概念の混用――によって生じる問題の解消を目指している。その基本的な方法論は、これらの混同を明らかにし、「範疇の矯正」や「秩序の回復」を通じて思考を明晰にすることにある。
ベルクソンが初期に注目したのは、「アキレスと亀」や「自由意志の問題」である。彼は、これらの難問を通じて、知性による誤った範疇の使用が生む混乱を解明しようとした。つまり、彼の哲学は、誤謬を正すための一種の「反形而上学」から出発している。
ただし、この分析を担う知性自体が、空間的な原理に基づいて構成されているため、その適用には限界がある。ベルクソンによれば、空間的知性は延長や同時性、量といった対象には適しているが、継起や純粋持続、質といった時間的存在に直接的に迫ることはできない。こうした対象を捉えるには、否定的・間接的な手法――すなわち空間的範疇を差し引いた形でのみ捉える方法――を用いなければならない。
このようなプロセスを踏む場合にベルクソンは、行動によって全てを空間化し無時間化してしまう知性――つまり、あらかじめ事象の全てが与えられている知性――に立脚する以上、事象の本質である「創造」を把握することはできないと論じている。カントの批判哲学は、非創造的な立場に立つ代表的な哲学ということになる。カント哲学が、あらゆる現象が理性のアプリオリな普遍的、不変的構造によって解明可能となるとする立場に立つ以上、カントにとっては知り得るものの全ては同時に存在しうる全てのものとなる。
このことは、ベルクソンの意図した「知性の働きの制限」に大いに寄与している。つまり、『純粋理性批判』の目的が純粋理性の働きについて、その使用限界を明確にすることにあった。このため、理性の限界を示す「制限概念」が、それ自身が「時間の外」にある「意思の自由」「霊魂の不死」「神の存在」といった「超越的概念」を生み出すことになった。
ベルクソンとカントにおいて知性に制限を与えるのは、ベルクソンにとっては時間的存在であり、カントにおいては「無時間的存在」である。
カントもベルクソンも、知性の適切な働きの基本条件として「直観」を前提にしている。
しかし両者の直観は同一ではない。ベルクソンの言う直観とは、事実の次元における需要と合致としての直観と、知性に対する否定作用としての「反省作用としての直観」という二面性がある。カントにおいては理性が必要十分な働きをするには、どのような場合においても感性的直観の受容が前提となるとしている。
したがって、両者にとって知性の限界を画定するためには直観が不可欠となるが、その直観の意味はまったく異なる。カントにとって直観は感性の受動的条件にすぎないが、ベルクソンにとっては、それは知性を超えるための積極的な跳躍なのである。

## 純粋持続に言及した思想家

### サルトル

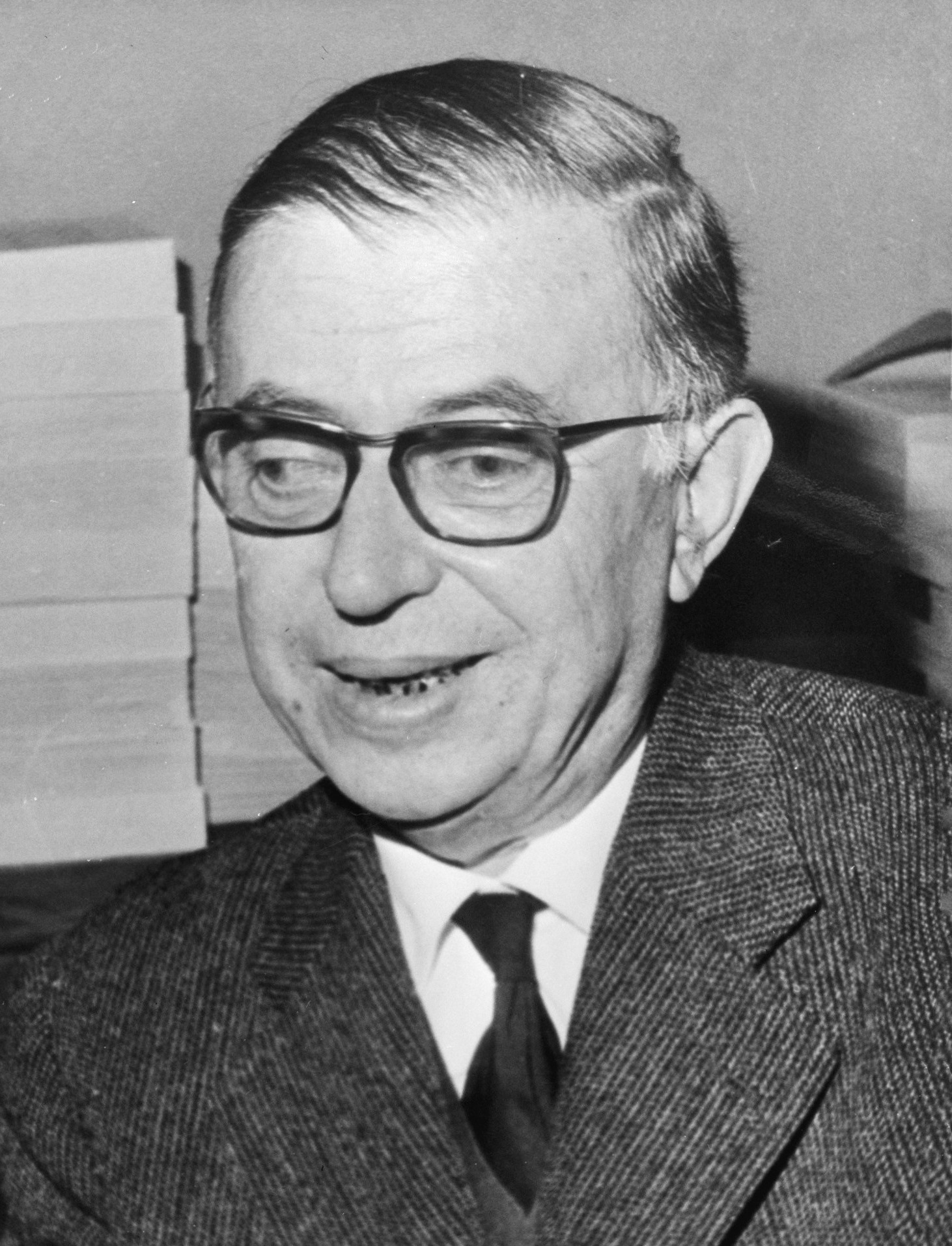
サルトル

ベルクソンは、19世紀後半から20世紀前半にかけて活躍し、当時のフランス哲学界に大きな影響を与えた哲学者である。
その影響力の大きさから、サルトルもベルクソンの思想に強く刺激された。サルトル自身、哲学の道に進んだのはベルクソンの影響があったからだと語っている。
サルトルが自身の哲学的考えを練っていた1930年代初め、ベルクソンは1930年にレジオン・ドヌール勲章を受章しており、すでに非常に有名な存在であった。サルトルが哲学者として活動を始めるのは、それから少し後の1930年代半ばである。
サルトルは自身の著作『想像力 ( 仏: L'Imagination ) 』の中で、デカルト、スピノザ、ライプニッツ、フッサール、そしてベルクソンといった過去の哲学者たちの考えを、批判的に深く検討した。
特に、想像力 (イマージュ) についての学説を分析する中で、彼は独自の「準観察」という概念を提唱し、想像の特異な性質を明らかにしました。
サルトルは、想像力とは意識が対象と関わる方法の一つであり、想像力と物理的なものをはっきりと区別した。その上で、ベルクソンが意識をまるで物理的なもののように扱っていると批判した。
サルトルがベルクソンの想像力理論を検討するにあたって、まず批判の対象としたのは「連合主義的心理学」のイポリット・テーヌと、生理学・機能主義的な立場をとるテオデュール・アルマンド・リボーの心理学であった。
彼らは、想像力という「現象そのもの」が「意識の構造の中で」どのように生まれるかを問題にすべきだったにもかかわらず、テーヌは想像力を感覚の残りかすとして、リボーは神経活動の一部として説明した。サルトルは、いずれも「想像の体験そのもの」を真正面から捉えられていないと主張した。
ベルクソンは、時間的なもの (純粋持続) と空間的なもの (物理的な時間) を明確に分けて考えていた。そして、それぞれにアプローチする方法も、直観と分析とで区別した。しかしサルトルは、ベルクソンが想像力を「物理的なもの」として扱っているように見える立場は、意識の持つ志向性や能動性を軽視していると批判した。
サルトンのベルクソン批判は、一貫してフッサールの現象学が掲げる「意識の志向性」という考え方に基づいている。しかし、ベルクソンが語る想像力は、実在論と観念論によって物質と現象が分けられる以前から、私たちに与えられていた「ありのままの物質」と捉えることも可能である。このベルクソン独自の想像力の概念によって、意識と物質、精神と身体の関係を考え、「これら二つの間にあって行動の中心である身体をうまく利用できた。」と見ることもできる。

### ドゥルーズ

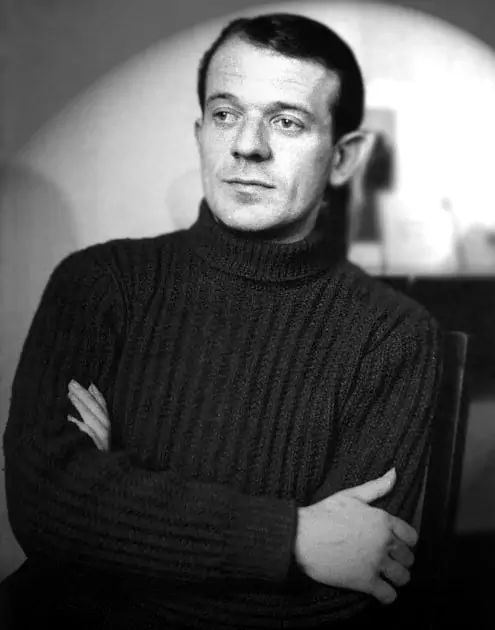
ジル・ドゥルーズ

ジル・ドゥルーズは、著書『ベルクソニスム』の中で、ベルクソンの時間についての考えを存在論 (ものの存在のあり方を探る学問) の視点から読み解き直した。この読解の特徴は、「潜在性」や「多様体」といった独自の概念を取り入れたことであり、その内容は後の主著『差異と反復』でさらに発展された。
ドゥルーズのベルクソン解釈を考える上で重要な点は二つある。一つは、彼がどのくらいベルクソンの思想に忠実だったか。もう一つは、彼がどのような点でベルクソンから独自の道を歩んだか、という点である。これらは別々の問いではなく、ドゥルーズがその哲学の出発点から方法、主題に至るまで、徹底的にベルクソン哲学と向き合ったからこそ、その違いがはっきりと見えてくる、という一体の関係にある。
たとえば、「差異」という概念はベルクソンにも見られるが、ドゥルーズにおいては哲学の中心的なテーマとなった。ドゥルーズは『差異と反復』で、ベルクソン哲学を土台にしながら、潜在的なものの哲学という考えを組み立てた。彼は、ベルクソンが提示した「持続 (durée) 」という概念を軸にして、全体性や同一性といった考え方に対抗する「差異」の哲学を打ち立てた。
また、ドゥルーズは「持続の一元論」を、哲学者スピノザの言葉を使って再構築している。彼によれば、純粋持続とは一つの多様体であり、その中にすべての程度の差異が潜在的に共存しているとされる。この考え方から、複数の時間があるのではなく、ただ一つの時間が存在するとドゥルーズは主張した。
この純粋持続と物質の関係について、ドゥルーズは「収縮」と「弛緩」という差異の度合いを使って説明している。つまり、持続は最も収縮した物質であり、物質は最も弛緩した持続であるという、一見すると逆説的な関係が成り立つとしている。
さらに、ドゥルーズは持続と物質の間に存在する本質的な違いを「自然」という観点から捉え、「能産的自然 ( 羅: natura naturans ) 」と「所産的自然 ( 羅: natura naturata ) 」という区別を導入している。彼にとって、持続とは、本来的な差異を内に含みながら自らを分割していく能産的自然であり、それが形となって現れた物質は、所産的自然として位置づけられる。
このように、ドゥルーズはベルクソン哲学を土台としながらも、その考えをさらに広げ、彼独自の時間論と存在論を築き上げていった。

### 小林秀雄

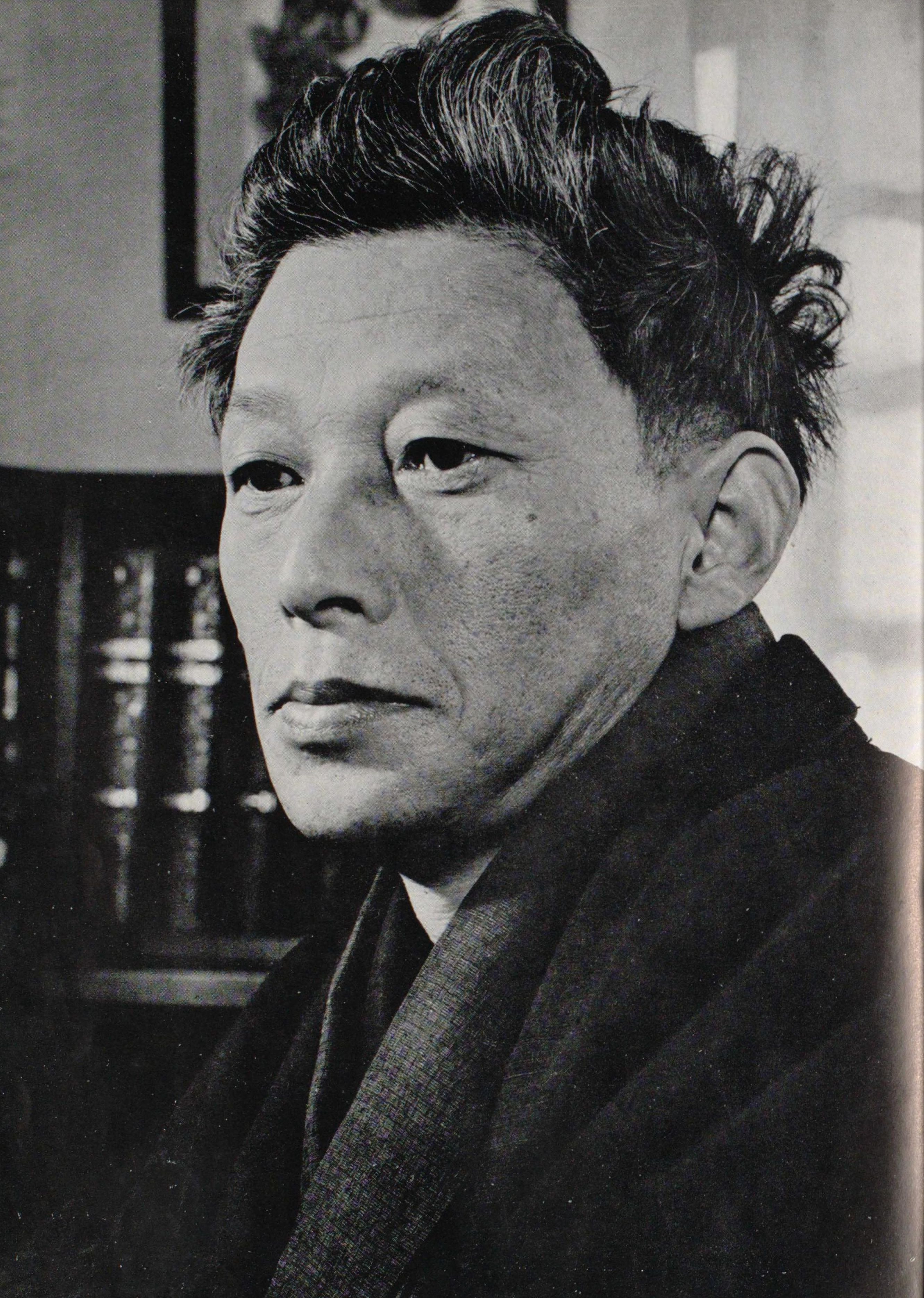
小林秀雄

小林秀雄は、文芸雑誌『新潮』で「感想」というタイトルで、1958年から1963年にかけて、ベルクソン哲学をめぐる思索を56回にわたって長期連載した。しかし、この連載は未完のまま中断された。小林は、若い頃からベルクソンを唯一愛読していた哲学者だとされている。
フランス文学者の平井啓之は、小林が連載を断念した理由について、ベルクソン哲学の核である「審美的なものの考え方」を無視し、専門外である「科学と哲学の関係を解明しようとした」点にあると指摘している。
小林は、哲学者・西田幾多郎の考えを引用しつつ、純粋持続が繰り返すことができないという性質について深く考察した。そして、繰り返しが不可能であるということは、純粋持続の根本には、時間を超えた何か (超越的なもの) が存在する必要があると論じている。また、ベルクソンは時間の概念に捉われすぎており、変化を超越し、統一へと向かう方向性を見逃しているとも指摘した。さらに、ベルクソンが提唱した「エラン・ヴィタール (仏: élan vital )」の先端に到達したとき、そこにはもはや空間も時間も存在しない、とも主張している。
小林のベルクソンへの根本的な問いかけは、超越的なものとの関係を含む、宗教的な問いであった。小林は西田の思想を借りながら、経験の一貫性に基づき、それを深めようとしたベルクソン哲学を理解しようと試みた。